# Parasitspindelskinn
Parasitspindelskinn (Athelia arachnoidea) är en svampart som först beskrevs av Miles Joseph Berkeley, och fick sitt nu gällande namn av Jülich 1972. Parasitspindelskinn ingår i släktet Athelia och familjen Atheliaceae.  Arten är reproducerande i Sverige. Inga underarter finns listade i Catalogue of Life.

## Bildgalleri

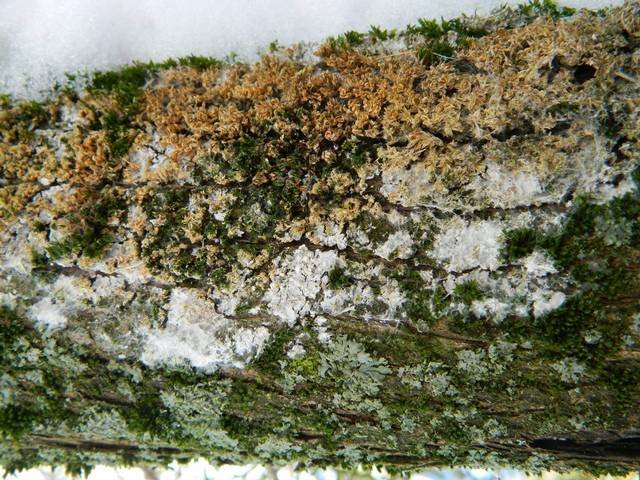